# Politique étrangère des Émirats arabes unis

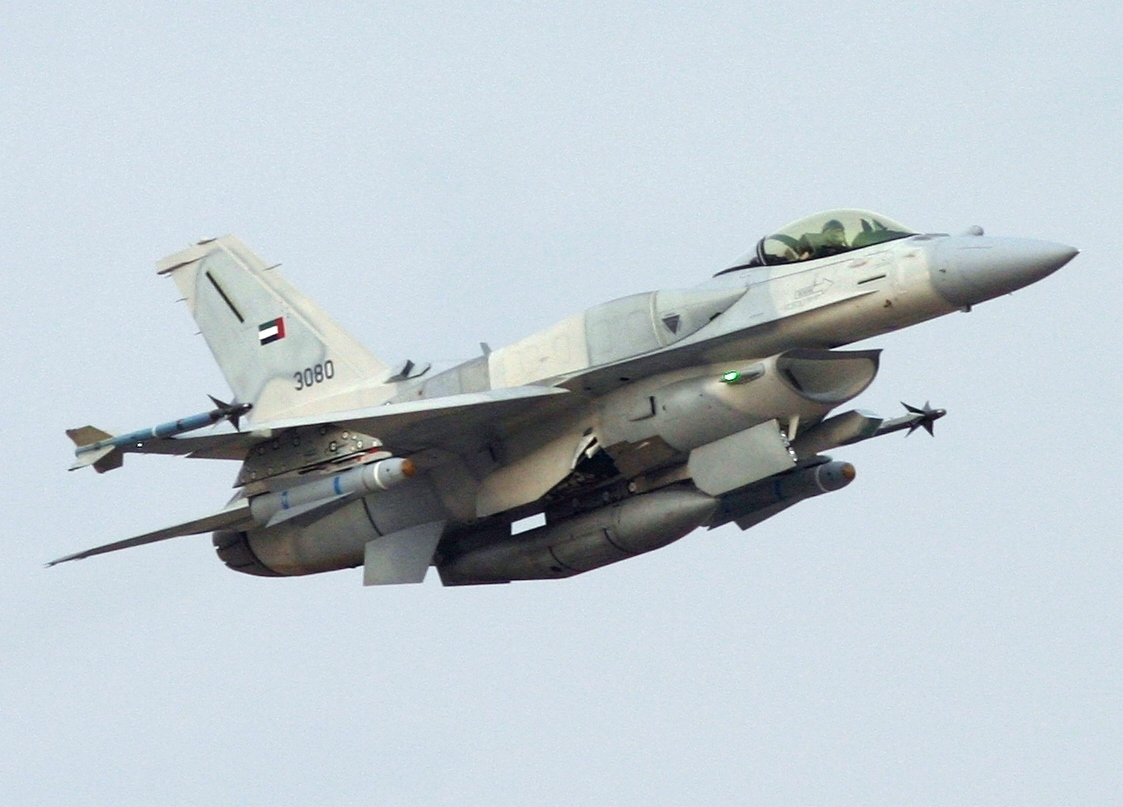
Un avion F-16 Block 60 émirati.

Les Émirats arabes unis (É.A.U. ou ÉAU) jouent un rôle important au sein de l’OPEC et des Nations unies et sont l’un des membres fondateurs du Conseil de coopération du Golfe. Sur le plan régional, les ÉAU sont très proches des autres pays du Golfe et des autres pays arabes de manière générale. Les Émirats ont des relations diplomatiques très proches avec Égypte et y investissent plus que n’importe quel autre pays arabe. Les ÉAU ont également fourni une aide financière importante au Pakistan, avec lequel ils entretiennent de bonnes relations diplomatiques. Le Pakistan fut le premier pays à reconnaître la fédération de manière officielle lors de sa formation et est devenu aujourd’hui un partenaire commercial et économique important. Environ 400,000 expatriés d’origine pakistanaise sont actuellement employés à Dubaï,. Une forte communauté d’expatriés d’origine indienne est également implantée et représente la plus forte minorité étrangère résident aux ÉAU. Comme beaucoup de pays dans cette partie du monde, les Émirats arabes unis et l’Iran se disputent la souveraineté de plusieurs îlots dans le golfe Persique. À la suite de l’invasion du Koweït en 1990, les ÉAU coopèrent avec les forces occidentales afin de libérer le Koweït et signent des traités de défense et de coopération militaire avec la France et les États-Unis.
Récemment, les ÉAU ont signé un traité de défense militaire dans lequel la France s’engage à protéger les ÉAU en cas d’atteinte à leur souveraineté nationale. Les Français ont également ouvert une base militaire dans la capitale Abou Dabi et les deux pays ont signé un accord nucléaire civil. Les Émirats arabes unis ont un accord similaire avec les États-Unis qui leur permet de recevoir l’expertise américaine en matière d’énergie nucléaire. Au niveau commercial, ce sont le Royaume-Uni et l’Allemagne qui représentent les plus gros marchés d’exportation pour les Émirats.

## Relations bilatérales

### Relations avec l’Allemagne
Le 3 janvier 2021, le gouvernement allemand approuve un accord pour la vente de plus de 51 millions d'euros d'armes avec les Émirats arabes unis, impliqués dans les conflits au Yémen et en Libye.

### Relations avec la Chine
Les relations diplomatiques entre la Chine et les Émirats arabes unis ont commencé en 1980.
Les deux pays collaborent dans le domaine de l’aviation et signent en 1980 et 1989 un accord bilatéral sur l’aviation et le transport aérien civil[réf. nécessaire].
En 1985, la Chine et les Émirats arabes unis signent un accord de coopération économique, commerciale et technologique.
Récemment, les relations économiques bilatérales entre la Chine et les Émirats arabes unis ont évolué de manière positive. En 2002, le volume d’échanges commerciaux s’élevait à $3.895 milliards de dollars ; les exportations de la Chine s’élevaient à $3.45 milliards de dollars et ses importations à $445 millions. Les produits exportés par la Chine aux Émirats arabes unis sont les textiles, les vêtements, les produits industriels, les métaux (or, argent, cuivre et fer), produits artisanaux et électroniques. La Chine importe de l’aluminium, des fertilisants et du pétrole des Émirats arabes unis.
La Chine ouvre[Quand ?] un bureau de l'agence de presse Xinhua et des bureaux pour les journaux Le Quotidien du Peuple et Economic Daily (en) aux ÉAU. Les deux pays coopèrent dans le domaine de la santé et plus de 60 infirmières chinoises travaillent aux Émirats. Des centres médicaux chinois sont également implantés à Abou Dabi, Charjah, Al Ain et Ajman. De nombreux expatriés chinois travaillent aux ÉAU dans le milieu du sport, le secteur tertiaire et le monde des affaires[réf. nécessaire].
Parmi les principaux accords signés entre les deux pays se trouvent :
- l'accord sino-émirati sur la coopération culturelle (1989), accord sur la coopération technique dans le domaine médical entre les ministères de la santé chinois et émirati
- l'accord pour l’envoi de médecins chinois aux Émirats arabes unis (1992),
- l'accord pour l’envoi d’infirmières chinoises aux Émirats arabes unis (1992),
- l'accord sino-émirati pour l’extradition judiciaire (2002)
- l'accord pour la coopération culturelle (2002).

Le 16 août 2021, Associated Press a publié un rapport qui a révélé qu'une jeune femme chinoise, Wu Huan aurait eu huit jours dans un centre de détention secrete chinois à Dubaï avec deux Ouïghours. C'est la première preuve que la Chine exécute un « site noir » au-delà de ses limites.

### Relations avec les États-Unis

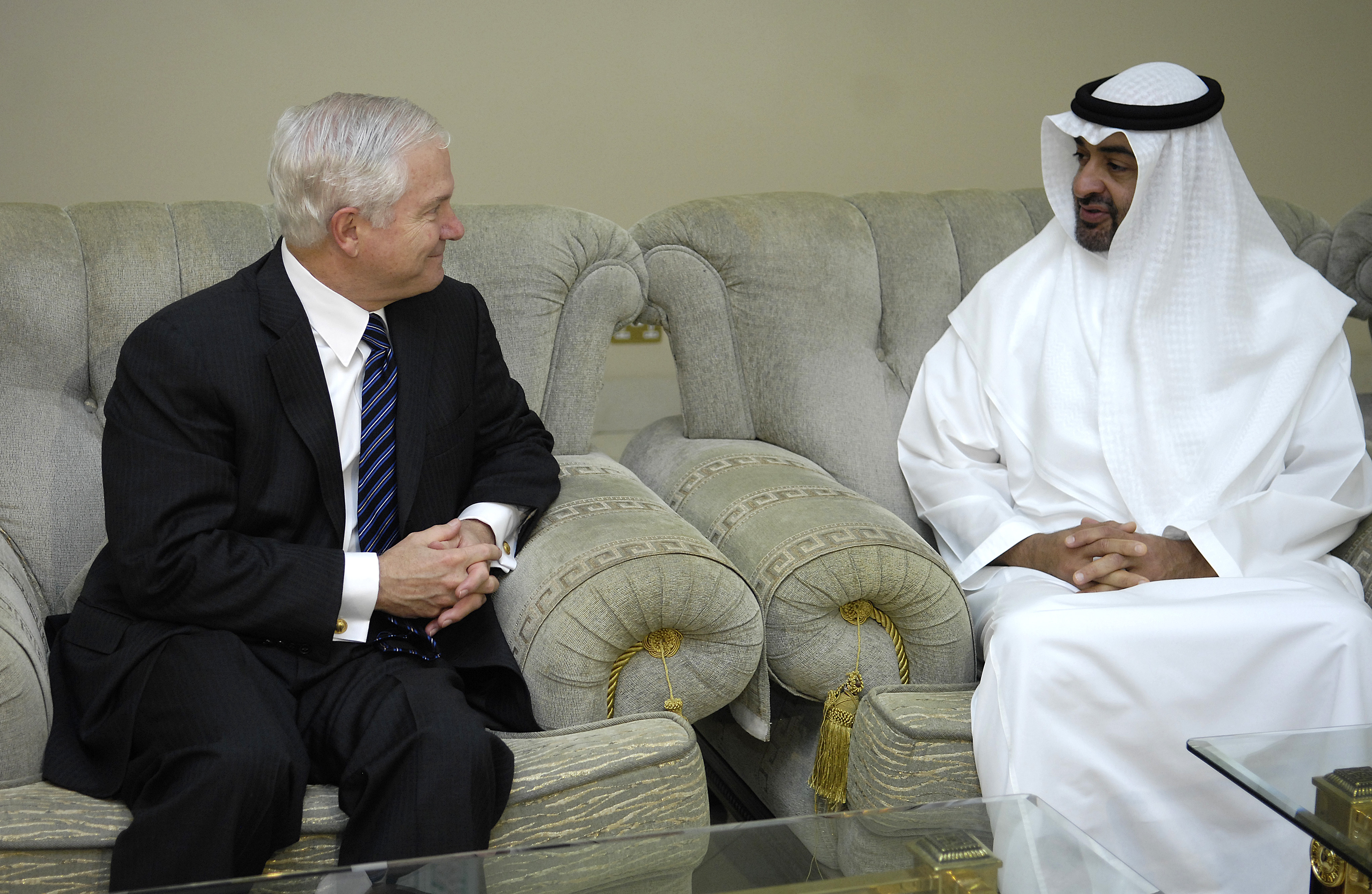
Robert Gates et Mohammad bin Zayed Al Nahyan, en août 2007

En 2019, les États-Unis, l'Arabie saoudite, l'Australie, les Émirats arabes unis et le Royaume-Uni forment une coalition maritime contre l'Iran.
En août 2020, l'administration américaine déclare qu'elle prépare de nouvelles séries de sanctions contre le régime syrien et qu'elle cherche à cibler les réseaux de soutien financier en dehors de la nation déchirée par la guerre. Dans sa phase de sanctions, le Trésor américain et le département d'État ont indiqué vouloir cibler les Émirats arabes unis, qui normalisent les relations avec la Syrie à des fins politiques et économiques. Tahnoun ben Zayed Al Nahyan, du fait de son soutien financier d'environ 200 000 dollars à la nièce du président Bachar Al Assad, Aniseh Shawkat, a également été pris pour cible par les autorités britanniques, qui ont saisi les comptes bancaires, pour avoir contourné les sanctions de l'Union européenne contre le régime syrien.
Les Émirats procèdent en 2020 à l'achat de cinquante chasseurs furtifs F-35 aux États-Unis.
Le 18 novembre 2020, trois sénateurs américains (Bob Menendez, Chris Murphy et Rand Paul) annoncent quatre résolutions distinctes en désaccord avec le projet du président Donald Trump de vendre pour plus de 23 milliards de dollars de drones Reaper, d'avions de combat F-35, missiles air-air et autres munitions aux ÉAU.
En décembre 2020, Andreas Krieg, analyste des risques politiques et Sébastien Boussois, chercheur, avaient une vision douce de l'accord d'armement de 23 milliards de dollars avec les Émirats arabes unis. Selon eux, le président élu Biden devrait reconsidérer la vente d'armes au plus grand perturbateur de la région, les Émirats, car le débat sur la vente d'avions F-35 par les États-Unis aux Émirats arabes unis avait été problématique à Washington. De plus, les ÉAU ont utilisé leurs armes, fournies par les États-Unis, contre des cibles civiles en Libye et au Yémen.
L'administration de  Joe Biden procède à plus de 23 milliards de dollars de ventes d'armes, notamment des aéronefs de F-35 avancés, des drones armés et d'autres équipements aux Émirats arabes unis.
Le 13 mai 2021, le département d'État américain a demandé de rejeter une action en justice sur son approbation de 23,4 milliards de dollars d'armes aux Émirats arabes unis.
Le 20 juillet 2021, Thomas Joseph Barrack, un homme d'affaires libanais, a été arrêté en Californie sur des accusations de lobbying non déclarées pour Abou Dabi entre avril 2016 et 2018. En 2019, lors d'une enquête du FBI, M. Barrack aurait menti aux fonctionnaires de ses liens avec les États du Golfe. Malgré le fait qu'il n'était pas accusé d'avoir recueilli directement perçu des fonds émiratis, son immobilier et sa société d'investissement privé, Colony Capital, a obtenu environ 1,5 milliard de dollars de Riyadh et d'Abou Dabi entre 2016 et 2019. Le 24 juillet 2021, il a été libéré de la garde après avoir déposé de 250 millions de dollars et une sécurité en espèces de 5 millions de dollars. Le 29 juillet 2021, les procureurs ont allégué que Barrack a secrètement pris la direction du gouvernement des Émirats arabes unis, et a utilisé son statut de conseiller informel de la Stratégie de Trump White sur la stratégie du Moyen-Orient pour pousser les politiques. En outre, une caserne, un allié de longue date d'ancien président Donald Trump, a été chargé avec Rashid Sultan Rashid Al Malik Alshahhi, un national Emirati avec des liens étroits à la famille royale, et Matthew Grimes, un employé junior à Colony Capital.
Le 27 novembre 2023, The New York Times publie un article détaillant les liens entre la société émiratie d'intelligence artificielle G42 (en) et des entreprises chinoises. L'article relaie les inquiétudes exprimées par les autorités américaines concernant le potentiel qu'a G42 de faciliter le transfert de technologies avancées américaines vers des sociétés chinoises, en particulier Huawei. Les rapports du renseignement américain suggèrent que les collaborations de G42 avec des sociétés chinoises sanctionnées par les États-Unis, comme le groupe lié au Beijing Genomics Institute, pourraient conduire au transfert de données génétiques appartenant à des millions d'Américains et à d'autres vers le gouvernement chinois. En réponse à l'article du New York Times, Peng Xiao, le PDG de G42, annonce que G42 interrompt progressivement sa dépendance à l'égard des équipements de Huawei. En janvier 2024, une commission du Congrès des États-Unis chargée d'enquêter sur la compétition entre les États-Unis et la Chine (United States House Select Committee on Strategic Competition between the United States and the Chinese Communist Party (en)), demande au département du Commerce des États-Unis d'appliquer des sanctions à l'encontre de G42. En février, G42 annonce avoir revendu ses parts dans des entreprises chinoises (en particulier ByteDance, propriétaire de TikTok).
En octobre 2024, l'administration Biden a approuvé la vente de missiles Hellfire et Sidewinder, ainsi que des munitions d'artillerie, de chars et de mitrailleuses à l'Arabie saoudite et aux Émirats arabes unis, évalués plus d'un milliard de dollars, qui a été utilisé contre les rebelles Houthis au Yémen. Cependant, en août 2024, le président Joe Biden a levé des limites à la vente d'armes offensives

#### Partenariat économique
Les Émirats arabes unis représentent le plus gros marché au Moyen-Orient pour les produits exportés par les États-Unis, la valeur totale des exportations américains aux Émirats arabes unis atteignant la valeur de 14.4 milliards de dollars en 2008.
Les sociétés américaines jouent un rôle central dans le développement des ressources énergétiques des Émirats, qui représentent environ 10 % des réserves de pétrole mondiales. Les Émirats arabes unis demeurent l’unique producteur de pétrole dans le Golfe à accepter la participation du secteur privé dans l’industrie pétrolière et des firmes telles que Bechtel et Exxon Mobil y sont implantées.

#### Relations diplomatiques
En 2005, les Émirats arabes unis ont fait don de cent millions de dollars aux États-Unis à la suite du passage de l'ouragan Katrina.
Au sein du Gulf Cooperation Council (GCC), les Émirats arabes unis œuvrent pour que la région du Golfe soit vide d’armes nucléaires et traite avec l’Iran sur le sujet. Avec les États-Unis, les ÉAU souhaitent que l’intégrité territoriale de l’Irak soit préservée et que le processus politique enclenché par les États-Unis garantisse la stabilité dans le pays et intègre tous les citoyens irakiens. Les navires de guerre américains visitent le port des Émirats arabes unis[Lequel ?] plus que n’importe quel autre port au monde. 600 d’entre eux s’y sont rendus en 2006 ;

### Relations avec la France
Les Émirats arabes unis entretiennent des relations diplomatiques cordiales avec la France depuis plus d’un siècle. Les deux pays ont récemment renforcé leur collaboration sur les plans nucléaire, économique, militaire et culturel.
En janvier 2008, la France et les Émirats arabes unis signent un accord nucléaire civil, établissant les fondements d'une coopération entre les deux pays dans le domaine de l’énergie nucléaire. Le traité nucléaire fut signé en même temps qu’un accord sur le transport, l’infrastructure et la sécurité routière dans le cadre du plan 2030 d’Abou Dabi qui comprend la construction d’un train à grande vitesse allant de la capitale à Dubaï. Les autres accords comprennent :
- un accord portant sur une présence militaire permanente aux Émirats arabes unis, destiné à ré-équilibrer la présence américaine ;
- un arrangement administratif relatif à l’établissement dans les établissements pilotes d’Abou Dabi de classes de mathématiques et de sciences physiques ;
- un arrangement administratif sur la coopération en matière de propriété intellectuelle ;
- un arrangement sur la coopération dans le domaine des transports.

Au-delà de la coopération économique entre les deux pays, des efforts ont été faits pour augmenter les échanges culturels. Des initiatives telles que le Louvre Abou Dabi, l’Université de la Sorbonne aux ÉAU et le projet immobilier Lyon Dubaï City.
Lors de sa visite aux ÉAU à l’occasion de l’inauguration du camp militaire d’Al Salam, base militaire française à Abou Dabi, Nicolas Sarkozy pose la première pierre du Louvre Abou Dhabi. Le gouvernement des Emirats paye la somme de 360 millions d’euros pour l'utilisation du nom « Louvre ». L’émirat paye également 520 millions d’euros pour l’emprunt d’œuvres d’art et pour recevoir le conseil d’experts français en matière de conservation d’art.
Les deux ONG, Amnesty International et Centre européen pour les droits constitutionnels et les droits humains ainsi que Disclose saisissent le tribunal administratif de Paris afin de commander à l'administration des douanes de communiquer les documents sur l'exportation de matériel de guerre de l’Arabie saoudite et les ÉAU. Ils ont exprimé leur préoccupation face au risque considérable que les armes françaises soient utilisées pour la Commission de violations graves du droit international humanitaire contre les populations civiles au Yémen.
En décembre 2021, le président français Emmanuel Macron et le prince émirati Mohammed ben Zayed signent, à Abou Dhabi, un accord d'armement d'une valeur de 17 milliards d'euros. L'accord comprend la vente par la France de 80 avions de combat Rafale modernisés et 12 hélicoptères de combat Caracal. La visite du président français est aussi l'occasion d'approfondir les liens économiques et sécuritaires entre les deux pays. Les groupes de défense des droits de l'homme ont fait part de leurs inquiétudes quant à l'implication des Émirats dans les conflits au Yémen et en Libye et au risque de voir les armes produites par la France utilisées pour commettre des attaques illégales ou des crimes de guerre dans ces conflits. Les groupes de défense des droits ont déclaré que l'accord était encore plus répréhensible en raison de l'échec de la nation du Golfe à améliorer son bilan en matière de droits humains.

### Relations avec l'Inde
À la suite du décès de son père, Khalifa ben Zayed Al Nahyane entretient de bonnes relations avec l’Inde. Les Émirats arabes unis accueillent plus d’un million d'expatriés indiens.
Les deux pays signent[Quand ?] de nombreux accord sur l’extradition judiciaire, le trafic de drogues, l’aviation civile, la coopération culturelle, technique et militaire. L’Inde participe également à toutes les International Defence Exhibition organisées par les Émirats. En juin 2003, Mohammed bin Zayed Al Nahyan se rend en Inde pour la signature d'un accord sur la coopération en matière de défense militaire, une commission sur la défense se réunit une fois par an.
Les Émirats arabes unis représentent le second marché le plus important pour les produits indiens. Dans le même temps, les indiens sont devenus des investisseurs importants aux Émirats arabes unis. Les échanges commerciaux indo-émiratis, qui atteignaient la valeur de 180 millions de dollars en 1970, s’élèvent[Quand ?] à plus de 18 milliards de dollars.
En tant que centre commercial du monde arabe, les Émirats arabes unis sont également devenus le troisième centre de réexportation dans le monde après Hong Kong et Singapour. De ce fait, les Émirats arabes unis représentent un lieu stratégique en tant que centre d’approvisionnement pour d’autres marchés importants tels que l’Iran, l’Irak et l’Afrique.
Les Émirats arabes unis sont le second marché le plus important pour les produits indiens après les États-Unis d’Amérique.
L'Inde exporte essentiellement du coton, des accessoires, des bijoux et pierres précieuses, des produits artisanaux, des tissus, des métaux, des produits industriels et électroniques, du plastique et linoleum, du thé, de la viande et autres produits alimentaires. Les Émirats arabes unis, quant à eux, exportent du pétrole, de l’or, de l’argent, du métal, des perles et des pierres précieuses et semi-précieuses vers l’Inde.

### Relations avec l’Italie
Le 6 juillet 2021, l'Italie a soulagé des limitations sur les ventes d'armes à l'Arabie saoudite et aux ÉAU, dans le but de désamorcer les préoccupations diplomatiques avec les deux États du Golfe. Bien que, en janvier 2021, l'Italie a arrêté la vente de milliers de missiles à l'Arabie saoudite et aux ÉAU, citant à l'époque de la Rome de rétablir la paix en yemen ravagé par la guerre et la protection des droits de l'homme.

### Relations avec le Japon
Les relations diplomatiques entre les Émirats arabes unis et le Japon ont commencé dès la création de la fédération en décembre 1971. Les deux pays ont toujours eu de bonnes relations diplomatiques et commerciales; les produits exportés les plus exportés par les Émirats au Japon sont le pétrole et le gaz naturel tandis que le Japon exporte des voitures et des appareils électriques aux ÉAU.

### Relations avec la Libye
En Libye, en 2015, les ÉAU prennent parti dans la guerre civile libyenne, défiant l’embargo des Nations unies. Le gouvernement de la Chambre des représentants élus en 2014 et son bras armé l'« Armée nationale libyenne » commandée par le général Khalifa Haftar est ponctuellement soutenu face aux djihadistes par les frappes aériennes des Émirats.

### Relations avec le Royaume-Uni
En 2024, le Royaume-Uni est accusé par Yonah Diamond, un avocat en droit international, de faire pression auprès de diplomates africains pour que ceux-ci ne critiquent pas le rôle des Émirats arabes unis dans la guerre civile soudanaise. Les ÉAU sont généralement considérés comme finançant et armant les Forces de soutien rapide (FSR), une organisation para-militaire accusée de crime contre l'humanité et de génocide. Le Royaume-Uni, via le Foreign, Commonwealth and Development Office, nie ces accusations.

### Relations avec la Russie

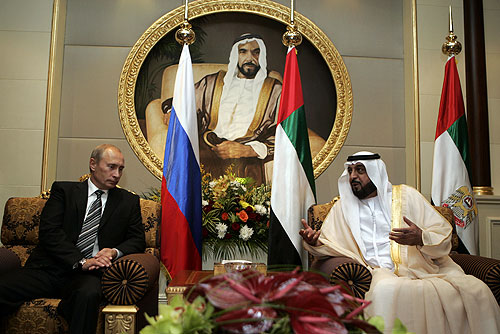
Khalifa ben Zayed Al Nahyane avec Vladimir Poutine.

Les relations diplomatiques entre les Émirats arabes unis avec l'URSS puis la Russie sont établies le 8 décembre 1971. En 1986, une ambassade soviétique est ouverte à Abou Dabi et une ambassade émiratie est ouverte à Moscou en 1987. En 2002, un consulat-général russe est établi à Dubaï.

### Relations avec la Somalie
Les relations des Émirats arabes unis avec la Somalie se dégradent fortement après le refus par cette dernière de rompre ses relations avec le Qatar, que les ÉAU cherchent à isoler ce pays en juin 2017. Les ÉAU sont depuis soupçonnés de se livrer à des activités de déstabilisation, notamment en favorisant les séparatistes.

### Relations avec le Soudan
Le Soudan et les Émirats arabes unis sont tous deux membres de la Ligue arabe et de l'Organisation de la coopération islamique. En 2019, les ÉAU apportent au Soudan un financement de 300 millions de dollars, ainsi qu'une aide en pétrole alors que le président soudanais Omar el-Bechir est contesté par la population soudanaise. Le Soudan participe à partir de 2015 aux opérations militaires dirigées par les ÉAU et l'Arabie saoudite au Yémen (opération Tempête décisive, puis opération Restaurer l'espoir).
En août 2023, le Wall Street Journal affirme que les Émirats arabes unis auraient financé et livré des armes aux Forces de soutien rapide (FSR) dirigées par le général Hemedti dans le cadre du conflit entre les FSR et l'armée régulière soudanaise. Les ÉAU contestent ces faits. Ces accusations sont reprises publiquement en novembre 2023 par Yasser al-Atta (en), chef d'État major adjoint soudanais. De plus, il critique les ÉAU, les décrivant comme un État mafieux. En conséquence, trois diplomates soudanais basés aux ÉAU sont déclarés personae non grata et reçoivent l'ordre des ÉAU de quitter le pays sous 48 heures. Le Soudan pour sa part demande à 15 diplomates émiratis en poste à Khartoum de quitter le pays,. En juin 2024, devant le conseil de sécurité des Nations unies, Al-Harith Idriss al-Harith Mohamed (de), l'ambassadeur soudanais auprès de l'ONU, accuse les ÉAU de fournir des armes aux FSR et dénonce ce soutien qu'il décrit comme la « principale raison de la poursuite de la guerre ». L'ambassadeur émirati nie l'implication des ÉAU,.
Le 2 décembre 2024, le gouvernement soutenu par l'armée du Soudan accuse les FSR d'utiliser des drones « stratégiques », assemblés aux ÉAU et livrés sur le territoire du Tchad. Le gouvernement dénonce l'implication « directe et claire » des ÉAU dans le conflit et menace d'y répondre.

### Relations avec la Syrie
Le 27 mars 2020, le site Middle East Eye rapporte que Mohammed ben Zayed Al Nahyane aurait offert de verser 3 milliards de dollars (soit 2,67 milliards d’euros) à Bachar el-Assad si ce dernier acceptait de reprendre les combats à Idlib contre pour les troupes soutenues par la Turquie en Syrie ou un fragile cessez-le-feu avait été signé entre Ankara et Moscou le 6 mars 2020.
Les tentatives des Émirats arabes unis pour influencer la Syrie et relancer l'offensive d'Idlib auraient pour but d'attacher les forces turques dans le conflit et de les détourner de la campagne en Libye, où elle aide le gouvernement Fayez el-Sarraj (GNA) soutenu par l'ONU contre l'allié des Émirats arabes unis Khalifa Haftar.
Le 21 avril 2021, le magazine français Jeune Afrique a révélé que la compagnie syrienne Cham Wings, qui appartient à la cousine d'Assad, Rami Makhlouf, compte plus de neuf voyages entre Damas et la Libye sous les sanctions américaines et européennes. Ces vols en plus de la traite des médicaments à apporter des devises étrangères pour Assad et ont envoyé 2 000 mercenaires syriens pour les forces de l'ANL de Khalifa Haftar. Le recrutement de ces mercenaires est exploité par la Russie et financé par les Émirats arabes unis.
Les Émirats seraient impliqués dans le maintien des tensions en Syrie et Mohammed ben Zayed Al Nahyane est accusé d'avoir offert de verser 3 milliards de dollars à Bachar el-Assad en échange d'une reprise des combats à Idlib après la signature d'un fragile cessez-le-feu entre Ankara et Moscou le 6 mars 2020.

### Relations avec le Tchad
Dans le cadre du conflit au Soudan entre les Forces de soutien rapide (FSR) et l'armée, les ÉAU utilisent l'aéroport tchadien d'Amdjarass, à 50 km de la frontière tchado-soudanaise, pour acheminer des marchandises au Soudan. Selon l'ONU, ces marchandises sont en fait des armes en soutien aux FSR (en violation d'un embargo de l'ONU) mais selon les ÉAU, il s'agit d'aide humanitaire.